# 하원초등학교 (경기)
하원초등학교는 대한민국 경기도 성남시에 있는 공립 초등학교이다.

## 학교 연혁
- 1981. 12. 30. 하원국민학교 설립인가.
- 1983. 03. 05. 초대 정의효 교장 부임.
- 1983. 06. 22. 26학급 편성 개교식 거행
- 1996. 03. 01. 하원초등학교로 교명 개칭
- 2001. 10. 10. '새롬이' 다짐·찬가·응원가 제정
- 2003. 10. 21  제4회 전국 홈페이지 대상 수상
- 2005. 07. 04. 2005 교육인적자원 주최 혁신박람회(홍보,운영)표창
- 2006. 09. 13. 운동장 스탠드 준공 및 캐노피 설치
- 2008. 09. 30. 본관·후관 연결통로 완공
- 2009. 07. 09. 하원아트홀 보수공사
- 2010. 02. 08. 다목적 강당 리모델링(후관 4층)
- 2010. 12. 06. 영어체험실 준공(후관 2층)
- 2010. 12. 31. 학교급식 우수교 표창 수상
- 2011. 09. 01. 제10대 박상수 교장 부임
- 2011. 10. 01. 초등오후돌봄교실 1학급 신설
- 2011. 12. 01. 유치원 교육과정 우수교 표창 수상(교육장)
- 2012. 11. 28. 학교교육과정 우수교 표창 수상(교육장)
- 2012. 12. 30. 업무경감 우수교 표창 수상(교육장)
- 2013. 05. 07. 서편 화장실 현대식 완공
- 2013. 06. 25. 친환경 인조잔디구장 완공(교육청 3억5천,성남시 4억6천)
- 2013. 12. 31. 교사행정업무경감 만족도 우수교 표창 수상(교육장)
- 2013. 12. 31. 유치원 교육과정 운영 표창 수상(교육감)
- 2014. 02. 14. 제29회 졸업식 (138명, 총계 9111명)
- 2014. 03. 01. 초등학교 25학급,유치원 3학급 편성
- 2015. 02. 13. 제 30회 졸업식(117명, 총계 9228명)
- 2015. 03. 02. 초등학교 26학급, 유치원 3학급 편성